# 賴振昌
賴振昌（1958年1月15日—），臺灣政治人物，彰化縣人，前任臺灣團結聯盟立法委員，臺灣團結聯盟中執委，曾任國立台北商業技術學院校長、學務長、總務長及研發長，文化大學財金系主任、會計系（所）主任，國立台灣大學商學博士畢業，現任第6屆監察委員。
因在教育領域理念上與出身教育體系的台灣團結聯盟黨主席黃昆輝契合；同意參選2012年中華民國立法委員選舉並於台聯不分區立委候選名單中排名第五順位，台灣團結聯盟獲得1,178,896票共囊括三席不分區立委。
在「一個立委席次、兩人輪替服務」的台聯政策制度下立法委員許忠信、黃文玲兩年任期屆滿，於2014年2月1日起請辭，依序由周倪安與賴振昌遞補不分區立委；2014年2月7日中選會頒發當選證書，三日後於立法院宣誓成為中華民國第八屆立法委員。2020年擔任台灣教授協會會長。

## 外部連結
- 立法院立法委員賴振昌簡介 （页面存档备份，存于）
- 台聯立委賴振昌| Facebook
- 2012台聯不分區提名人--賴振昌

| 教育職務             | 教育職務                                                     | 教育職務                           |
| -------------------- | ------------------------------------------------------------ | ---------------------------------- |
| 國立臺北商業技術學院 |                                                              |                                    |
| 前任： 許勝雄        | 國立臺北商業技術學院校長 第十任 2007年7月16日－2014年1月28日 | 繼任： 邱繼智（代理） 正任：張瑞雄 |
| 政党职务             |                                                              |                                    |
| 台灣團結聯盟         |                                                              |                                    |
| 前任： 林志嘉        | 台灣團結聯盟秘書長 第三任 2016年6月18日－2020年7月31日       | 周倪安                             |